# Viola subsinuata
Viola subsinuata — вид квіткових рослин з родини фіалкових. Це багаторічна рослина, що поширена на сході США (Коннектикут, Делавер, Округ Колумбія, Джорджія, Кентуккі, Мериленд, Массачусетс, Нью-Джерсі, Нью-Йорк, Північна Кароліна, Огайо, Пенсильванія, Південна Кароліна, Теннессі, Вермонт, Вірджинія, Західна Вірджинія) й Канади (Онтаріо).

## Середовище проживання
Населяє багатий ліс; на висотах 100–3000 метрів.

## Біоморфологічна характеристика
Це багаторічна рослина 10–30 см заввишки, без столонів; кореневище товсте, м'ясисте. Стебла відсутні. Листки прикореневі, 2–11, від висхідних до прямовисних; прилистки лінійно-ланцетні, краї цілісні, верхівка загострена; листкові ніжки 5–25 см, голі чи запушені; листові пластинки середини сезону розрізані чи лопатчасті по всій площі, найраніші пластинки листя лопатчасті, подібні до пластинок середнього сезону, пластина 5–9(16)-лопатеві, краї часток цільні чи городчасті, війчасті чи ні, верхівка гостра. Квітконоси 5–15 см, голі чи запушені. Квітки: чашолистки від ланцетних до яйцеподібних, краї війчасті чи ні; пелюстки від світлого до темно-синьо-фіолетового кольору на обох поверхнях, нижні 3 і верхні 2 іноді з пурпуровими жилками, бічні 2 з бородками, нижні іноді з бородками, 15–25 мм, колір шпори такий же, як і пелюстки, 2–3 мм. Коробочки еліпсоїдні, 8–12 мм, голі. Насіння бежеве, плямисте до бронзового, 1.5–2.5 мм. 2n = 54. Цвітіння: квітень – червень.